# آسیاب براق
بقایای آسیاب براق مربوط به دوره قاجار است و در شهرستان استهبان، بخش مرکزی، دهستان ایج، ۸۵۰ متری شمال شرقی روستای درب امامزاده واقع شده و این اثر در تاریخ ۱۸ شهریور ۱۳۸۷ با شمارهٔ ثبت ۲۳۳۸۳ به‌عنوان یکی از آثار ملی ایران به ثبت رسیده است.